# Maritime Agenda 2025
Die Maritime Agenda 2025 ist eine Langfriststrategie der deutschen Bundesregierung für die maritime Branche.

## Aufgaben
Die Maritime Agenda 2025 ist ein Strategieplan für Forschung und Innovationen, auch um die maritime Energiewende in der maritimen Wertschöpfungskette zu integrieren. Um bis zum Jahr 2050 Treibhausgasneutralität zu erreichen, wurde von der Bundesregierung im November 2016 der Klimaschutzplan 2050 beschlossen. Mit der Umsetzung der dort zunächst für das Jahr 2030 festgeschriebenen Ziele zur Emissionsreduktion kommen Herausforderungen auf die maritime Wirtschaft zu. Jedoch ergeben sich hiermit Chancen für die Entwicklung und den Einsatz innovativer Technologien wie z. B. treibhausgasreduzierte oder besser treibhausgasneutrale Antriebsformen mit den Treibstoffen LNG, E-Methanol, und/oder Rotorsegel oder auch Akkumulatoren für kurze Seestrecken. Diese Technologien ermöglichen ihrerseits entsprechende Effizienzpotenziale für die Schifffahrt.

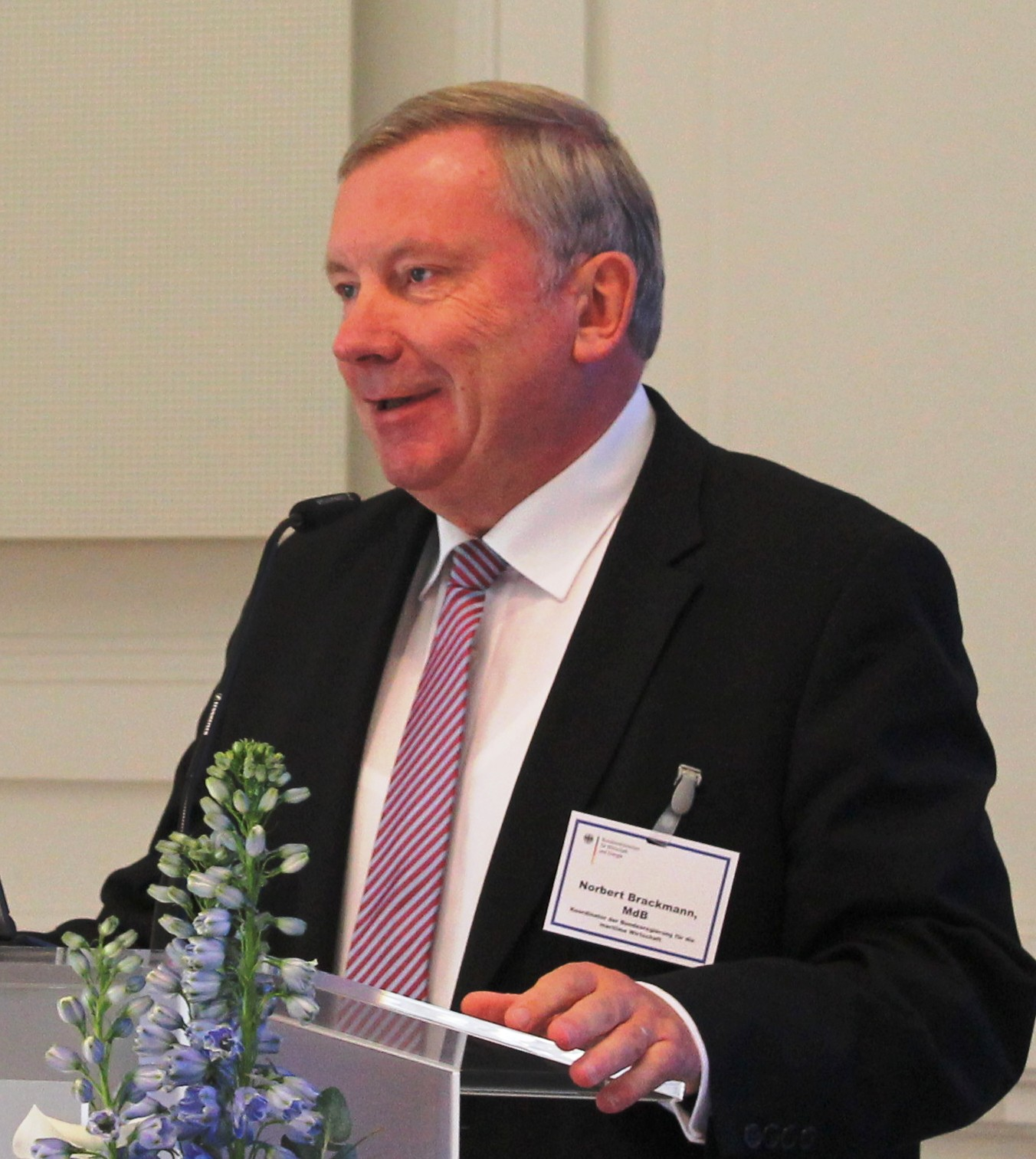
Norbert Brackmann, Maritimer Koordinator im November 2018 auf der NMMT-Auftaktkonferenz

Die Koordinierung liegt beim Koordinator der Bundesregierung für die maritime Wirtschaft im Bundesministerium für Wirtschaft und Energie. Damit setzt die Bundesregierung strategische Impulse in neun maritimen Technologiefeldern für die Märkte der Zukunft.

## Handlungsfelder
In der Maritimen Agenda wurden die folgenden neun Handlungsfelder beschrieben, in denen die maritime Branche in Deutschland bestehend aus Meerestechnik, Schiffbau, Seeschifffahrt, Hafenwirtschaft, maritime Zulieferindustrie, Binnenschifffahrt und Fischerei ihre internationale Wettbewerbsfähigkeit stärken kann.

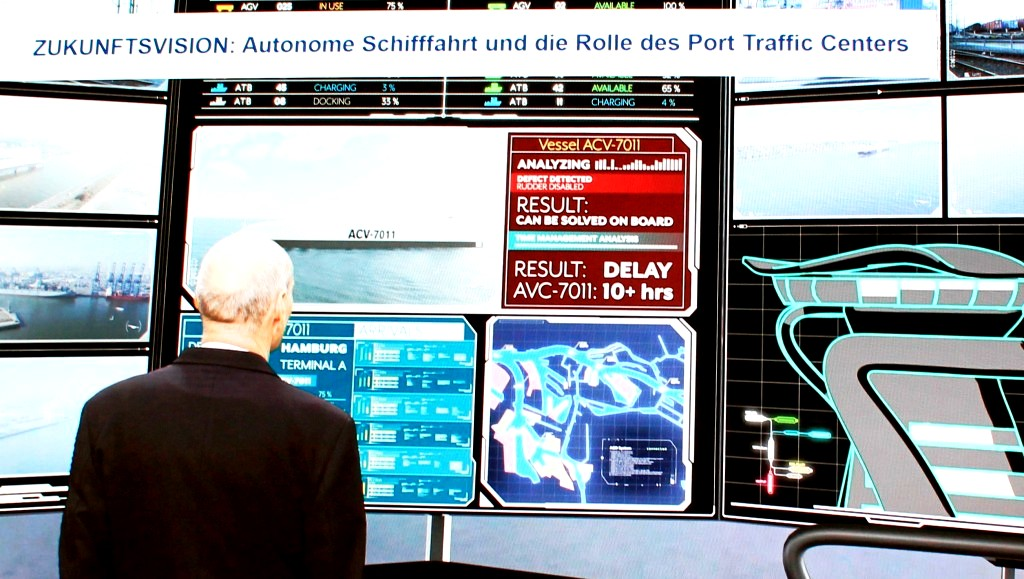
Zukunft im Hamburger Hafen

- Technologieführerschaft sichern und ausbauen
- Internationale Wettbewerbsfähigkeit stärken
- Wettbewerbsfähigkeit der deutschen Häfen[2]
- Nachhaltigkeit des Seeverkehrs gestalten – Klima-, Umwelt- und Naturschutz stärken
- Mit maritimen Technologien zur Energiewende beitragen[3]
- Maritim 4.0 – Chancen der Digitalisierung nutzen
- Maritimes Know-how am Standort Deutschland stärken
- Industrielle Fähigkeiten beim Bau von Marine- und Küstenwachschiffen weiterentwickeln
- EU-Strategie zum „Blauen Wachstum“ aktiv mitgestalten